# Fútbol Playa en los Juegos Suramericanos de Playa de 2014
El fútbol playa en los Juegos Suramericanos de Playa de Juegos Suramericanos de Playa de 2014 estuvo compuesto con un torneo masculino realizado entre el 20 y 24 de mayo de 2014.

## Lista de árbitros
La CONMEBOL anunció una lista de 8 árbitros de las asociaciones.
- Mariano Romo
- Ivo de Morales
- Carlos Rumiano
- Fabricio Quinteros
- Gustavo Martinez
- Micke Palomino
- Javier Bentancort
- Jose Misel

## Participantes
| Equipos participantes | Equipos participantes | Equipos participantes | Equipos participantes |
| --------------------- | --------------------- | --------------------- | --------------------- |
| Argentina             | Brasil                | Colombia              | Ecuador               |
| Paraguay              | Perú                  | Venezuela             | Uruguay               |

## Primera fase

### Grupo A
| Equipo    | Pts | PJ | PG | PG+ | PP | GF | GC | Dif |
| --------- | --- | -- | -- | --- | -- | -- | -- | --- |
| Ecuador   | 6   | 3  | 2  | 0   | 1  | 11 | 7  | +4  |
| Paraguay  | 6   | 3  | 2  | 0   | 1  | 13 | 11 | +2  |
| Venezuela | 6   | 3  | 2  | 0   | 1  | 11 | 9  | +2  |
| Colombia  | 0   | 3  | 3  | 0   | 3  | 6  | 14 | -8  |

| 20 de mayo, 17:00 | Paraguay | 4:5 | Ecuador | Coliseo Hugo Chávez, La Guaira, Venezuela |  |

| 20 de mayo, 19:30 | Colombia | 3:5 | Venezuela | Coliseo Hugo Chávez, La Guaira, Venezuela |  |

| 21 de mayo, 17:00 | Colombia | 3:5 | Paraguay | Coliseo Hugo Chávez, La Guaira, Venezuela |  |

| 21 de mayo, 19:00 | Venezuela | 3:2 | Ecuador | Coliseo Hugo Chávez, La Guaira, Venezuela |  |

| 22 de mayo, 17:00 | Ecuador | 4:0 | Colombia | Coliseo Hugo Chávez, La Guaira, Venezuela |  |

| 22 de mayo, 19:00 | Venezuela | 3:4 | Paraguay | Coliseo Hugo Chávez, La Guaira, Venezuela |  |

### Grupo B
| Equipo    | Pts | PJ | PG | PG+ | PP | GF | GC | Dif |
| --------- | --- | -- | -- | --- | -- | -- | -- | --- |
| Brasil    | 8   | 3  | 2  | 1   | 0  | 25 | 9  | +16 |
| Argentina | 5   | 3  | 1  | 1   | 1  | 9  | 7  | +2  |
| Uruguay   | 3   | 3  | 1  | 0   | 2  | 6  | 13 | -7  |
| Perú      | 0   | 3  | 0  | 0   | 3  | 3  | 14 | -11 |

| 20 de mayo, 18:15 | Argentina | 3:1 | Uruguay | Coliseo Hugo Chávez, La Guaira, Venezuela |  |

| 20 de mayo, 20:45 | Brasil | 11:1 | Perú | Coliseo Hugo Chávez, La Guaira, Venezuela |  |

| 21 de mayo, 18:00 | Argentina | 1:1 (3:2 p.) | Perú | Coliseo Hugo Chávez, La Guaira, Venezuela |  |

| 21 de mayo, 20:00 | Brasil | 9:3 | Uruguay | Coliseo Hugo Chávez, La Guaira, Venezuela |  |

| 22 de mayo, 18:00 | Uruguay | 2:1 | Perú | Coliseo Hugo Chávez, La Guaira, Venezuela |  |

| 22 de mayo, 20:00 | Brasil | 5:5 (3:2 p.) | Argentina | Coliseo Hugo Chávez, La Guaira, Venezuela |  |

## Partidos del 5° al 8° puesto

### Cuadro general
|  | Semifinales        | Semifinales        |   |      | 5° puesto          | 5° puesto          |  |
|  | 23 de mayo de 2014 | 23 de mayo de 2014 |   |      | 24 de mayo de 2014 | 24 de mayo de 2014 |  |
|  |                    |                    |   |      |                    |                    |  |
|  |                    |                    |   |      |                    |                    |  |
|  | Venezuela          | 7                  |   |      |                    |                    |  |
|  | Perú               | 2                  |   |      |                    |                    |  |
|  |                    |                    |   |      |                    |                    |  |
|  |                    |                    |   |      |                    |                    |  |
|  |                    |                    |   |      | Venezuela          | 3                  |  |
|  |                    | Colombia           | 4 |      |                    |                    |  |
|  |                    |                    |   |      |                    |                    |  |
|  |                    |                    |   |      |                    |                    |  |
|  |                    |                    |   |      | 7º puesto          |                    |  |
|  |                    |                    |   |      |                    |                    |  |
|  | Uruguay            | 1                  |   | Perú | 4                  |                    |  |
|  | Colombia           | 2                  |   |      | Uruguay            | 2                  |  |

## Segunda fase

### Cuadro general
|  | Semifinales        | Semifinales        |   |                | Final              | Final              |  |
|  | 23 de mayo de 2014 | 23 de mayo de 2014 |   |                | 24 de mayo de 2014 | 24 de mayo de 2014 |  |
|  |                    |                    |   |                |                    |                    |  |
|  |                    |                    |   |                |                    |                    |  |
|  | Paraguay           | 3                  |   |                |                    |                    |  |
|  | Argentina          | 2                  |   |                |                    |                    |  |
|  |                    |                    |   |                |                    |                    |  |
|  |                    |                    |   |                |                    |                    |  |
|  |                    |                    |   |                | Paraguay           | 3                  |  |
|  |                    | Brasil             | 9 |                |                    |                    |  |
|  |                    |                    |   |                |                    |                    |  |
|  |                    |                    |   |                |                    |                    |  |
|  |                    |                    |   |                | 3º puesto          |                    |  |
|  |                    |                    |   |                |                    |                    |  |
|  | Brasil             | 10                 |   | Argentina (p.) | 7 (1)              |                    |  |
|  | Ecuador            | 3                  |   |                | Ecuador            | 7 (0)              |  |

### Repesca por el 5.º puesto
| 23 de mayo, 17:00 | Uruguay | 1:2 | Colombia | Coliseo Hugo Chávez, La Guaira, Venezuela |  |

| 23 de mayo, 18:15 | Venezuela | 7:2 | Perú | Coliseo Hugo Chávez, La Guaira, Venezuela |  |

### Semifinal
| 23 de mayo, 19:30 | Paraguay | 3:2 | Argentina | Coliseo Hugo Chávez, La Guaira, Venezuela |  |

| 23 de mayo, 20:45 | Brasil | 10:3 | Ecuador | Coliseo Hugo Chávez, La Guaira, Venezuela |  |

### 7.mopuesto
| 24 de mayo, 8:00 | Uruguay | 2:4 | Perú | Coliseo Hugo Chávez, La Guaira, Venezuela |  |

### 5.topuesto
| 24 de mayo, 9:15 | Venezuela | 3:4 | Colombia | Coliseo Hugo Chávez, La Guaira, Venezuela |  |

### 3.erpuesto
| 24 de mayo, 10:30 | Ecuador | 7:7 (0:1 p.) | Argentina | Coliseo Hugo Chávez, La Guaira, Venezuela |  |

### Final
| 24 de mayo, 11:45 | Brasil | 9:3 | Paraguay | Coliseo Hugo Chávez, La Guaira, Venezuela |  |

| Bandera de Brasil          |
| Campeón Brasil 3.er Título |

## Posiciones
| Pos.              | Equipo    |
| ----------------- | --------- |
| Medalla de oro    | Brasil    |
| Medalla de plata  | Paraguay  |
| Medalla de bronce | Argentina |
| 4                 | Ecuador   |
| 5                 | Colombia  |
| 6                 | Venezuela |
| 7                 | Perú      |
| 8                 | Uruguay   |

## Estadísticas
| Pos. | Equipo    | Pts | PJ | PG | PG+ | PP | GF | GC | Dif. | Rend. |
| ---- | --------- | --- | -- | -- | --- | -- | -- | -- | ---- | ----- |
| 1    | Brasil    | 14  | 5  | 4  | 1   | 0  | 44 | 15 | +29  | 93,3% |
| 2    | Paraguay  | 9   | 5  | 3  | 0   | 2  | 19 | 22 | -3   | 60%   |
| 3    | Argentina | 7   | 5  | 1  | 2   | 2  | 18 | 17 | +1   | 46,6% |
| 4    | Ecuador   | 6   | 5  | 2  | 0   | 3  | 21 | 24 | -3   | 40%   |
| 5    | Colombia  | 6   | 5  | 2  | 0   | 3  | 12 | 18 | -6   | 40%   |
| 6    | Venezuela | 9   | 5  | 3  | 0   | 2  | 21 | 15 | +6   | 60%   |
| 7    | Perú      | 3   | 5  | 1  | 0   | 4  | 9  | 23 | -14  | 20%   |
| 8    | Uruguay   | 3   | 5  | 1  | 0   | 4  | 9  | 19 | -10  | 20%   |

## Medallero
| Evento    | Oro    | Plata    | Bronce    |
| --------- | ------ | -------- | --------- |
| Masculino | Brasil | Paraguay | Argentina |